# 1716 en France
Chronologie de la France
- 1712
- 1713
- 1714
- 1715
- 1716
- 1717
- 1718
- 1719
- 1720

Cette page concerne l’année 1716 du calendrier grégorien.

## Événements
- 2 janvier : le premier bal de l’Opéra, bal masqué public et payant, est donné au Palais-Royal à Paris[1].
- 29 janvier : le régent Philippe d’Orléans interdit aux marins français l’accès des mers du sud pour ramener l’Espagne[2]. Le ministre espagnol Alberoni ne fait pas un geste. Louville, arrivé à Madrid le 24 juillet, tente de négocier auprès de Philippe V d'Espagne, mais n’est pas reçu[3].
- Janvier : Guillaume Dubois devient conseiller d’État[4].

- 1er février : arrêt du conseil créant le corps des Ponts et Chaussées[5].

- 14 mars : le Conseil de Régence approuve à l’unanimité l’établissement d’une Chambre de justice contre les financiers tenus pour véreux[6].

- 1er avril :
  - Fleury est nommé précepteur du Roi[7].
  - le Parlement de Paris enregistre l’édit de janvier 1716 portant réduction au denier vingt-cinq de toutes les augmentations de gages et autres charges employées dans les États du Roi[8].

- 2 mai : un édit autorise le Britannique Law à ouvrir une banque privée pour démontrer le bien-fondé de son système basé sur le crédit, la Banque générale, au capital de 6 millions de livres, composé de 25 % d’espèce et de 75 % d’effets d’État. Il reçoit le privilège d’émission des billets de banque[9].
- 10 mai : un arrêt du Conseil de Régence récuse les prétentions des ducs et pairs dans l’affaire du bonnet (les premiers présidents du Parlement refusent d’ôter leur bonnets à l’instant où ils sollicitent le vote des ducs et pairs)[10]. Dissensions dans la noblesse entre les parlementaires et les princes du sang, provisoirement coalisés, les bâtards légitimés de Louis XIV alliés à noblesse non ducale, réformatrice, et les ducs et pairs.

- 5 juin : déclaration royale contre les protestants[1].

- 2 juillet : ordonnance sur l'enregistrement des soldats[11]. Ils doivent signer un billet de recrutement sur lequel est indiqué leur état civil, leur paroisse d'origine et leur métier. Ils reçoivent une feuille de route qui leur permet de rejoindre leur régiment. Le même système est appliqué pour l'attribution des congés[12].
- 20-30 juillet : négociation difficile entre Philippe d’Orléans et lord Stairs pour traiter une alliance entre la France et le Royaume-Uni. Stanhope arrange à La Haye une rencontre entre l’abbé Dubois et le roi du Royaume-Uni. Les Britanniques réclament la destruction de l’écluse de Mardyck et que le prétendant soit chassé d’Avignon. Malgré la menace d’une alliance franco-russe, l’accord piétine[13].

- 15 août : Philippe d’Orléans fait une nouvelle concession au Parlement de Paris en lui cédant la préséance de facto dans la procession de l’Assomption[14].

- 9 octobre : traité de ligue défensive signé à Hanovre entre la France et le Royaume-Uni[15].
- 9 octobre : édit concernant les esclaves nègres des colonies ; il accorde permission aux maîtres d'amener leurs esclaves en France sans qu'ils ne soient automatiquement émancipés. Les esclaves amenés ou envoyés en France peuvent s'y marier avec le consentement de leurs maîtres et obtenir ainsi la liberté[16].

- 19 décembre : un arrêt du Conseil met en place la taille proportionnelle, fondée sur un état des revenus strict établit par des commissaires aux impositions remplaçant les collecteurs, à l’initiative du duc de Noailles[17]